# Mochlodon
Mochlodon is een geslacht van plantenetende ornithischische dinosauriërs, behorend tot de groep van de Euornithopoda, dat tijdens het late Krijt leefde in het gebied van het huidige Oostenrijk. De oorspronkelijke soort is Mochlodon suessii. Sommige onderzoekers erkennen daarnaast een Mochlodon vorosi.

## Vondst en naamgeving
In 1859 ontdekte mijnopzichter Pawlowitsch in de kolenmijn Gute Hoffnung bij Muthmannsdorf een aantal fossielen. Die werden verder onderzocht door geologen Eduard Suess en Ferdinand Stoliczka, waarbij ook resten van twee dinosauriërs werden gevonden. De botten werden opgeslagen in het museum van de Universiteit van Wenen en bleven jarenlang onbeschreven totdat ze in 1870 aandacht kregen van paleontoloog Emanuel Bunzel. In 1871 werd een van de dinosauriërs — de andere betrof Struthiosaurus austriacus — door Bunzel benoemd als een nieuwe soort van Iguanodon: Iguanodon suessii. De soortaanduiding eert Suess; tegenwoordig wordt vaak de gedelatiniseerde vorm suessi gebruikt. In 1881 benoemde Harry Govier Seeley een apart geslacht Mochlodon met als typesoort Mochlodon suessii. De geslachtsnaam is afgeleid van het Klassiek Griekse mochlos, "balk", en ὀδών, odoon, "tand", een verwijzing naar een balkvormuige middenrichel op de tanden. Mochlodon en Struthiosaurus zijn de enige dinosauriërgeslachten die benoemd zijn op grond van Oostenrijkse fossielen.

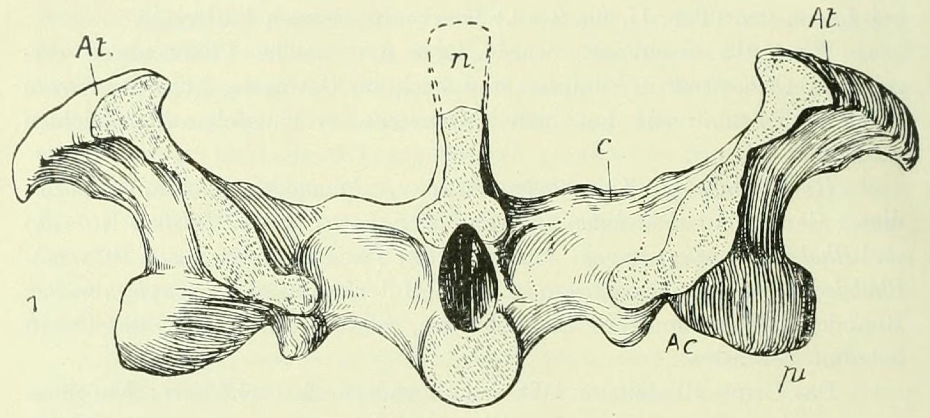
Dwarsdoorsnede van een sacrale wervel, zoals afgebeeld in Nopcsa (2015)

Het typespecimen, PIUW 2349, is gevonden in de Gosauformatie die dateert uit het vroege Campanien, ongeveer tachtig miljoen jaar oud. Het bestaat uit een dentarium van de rechteronderkaak, twee wervels (nu kwijtgeraakt), een stuk wandbeen, een schouderblad, een ellepijp, een handklauw, een dijbeen en een scheenbeen. In 2005 werd door Sven Sachs en Jahn Hornung het dentarium gekozen als het lectotype. Deze fossielen zijn van een jong dier. Later zijn ook fragmentarische resten uit Roemenië aan het geslacht toegewezen en in 1900 door Franz Nopcsa benoemd als een tweede soort: Mochlodon robustum, in 1990 door George Olshevsky geëmendeerd tot Mochlodon robustus. In 2003 werd deze soort hernoemd tot Zalmoxes. Al in 1899 had Nopcsa zijn Camptosaurus inkeyi meteen hernoemd tot Mochlodon inkeyi vermeld maar datzelfde jaar nog verder hernoemd tot Rhabdodon inkeyi. Deze soortaanduiding eerde Béla Inkey.
Nopcsa meende in 1915 dat het geslacht identiek was aan Rhabdodon priscum; Oskar Kuhn maakte er in 1964 een aparte soort Rhabdodon suessii van. De identiteit met Rhabdodon wordt tegenwoordig betwijfeld. Veel wetenschappers zien Mochlodon als een nomen dubium maar de laatste jaren wordt het soms weer als een valide taxon beschouwd. Sach en Hornung spraken daarbij van een soort van Zalmoxes, een Zalmoxes sp. Deze vage aanduiding vermijdt de consequentie dat anders alle zalmoxessoorten weer onder Mochlodon geschaard zouden moeten worden omdat deze naam prioriteit heeft.
In 2012 werd materiaal uit Iharkút in Hongarije door Attila Ösi e.a. benoemd tot de soort Mochlodon vorosi. De soortaanduiding eert de Hongaarse paleontoloog Attila Vörös. Het holotype, specimen MTM V 2010.105.1, bestaat uit een linkerdentarium met vier gebroken tanden. Aan deze soort zijn verder talrijke botten van ledematen toegewezen die van 2001 af opgegraven waren. De beschrijvers van deze soort stelden dat Mochlodon suessi een geldig geslacht en soort waren.
Het aan M vorosi toegewezen materiaal omvat de specimina MTM 2012.14.1: een linkerpostorbitale; MTM V 2010.110.1: een rechterquadratum; V 2010.111.1: een rechterquadratum; MTM V 2010.105.1.: een linkerdentarium; MTM V 2012.15.1: een linkerdentarium; MTM V 2010.107.1.: een rechterdentarium; MTM V 2010.109.1: een rechterdentarium; MTM V 2010 106.1: een stuk dentarium; MTM V 2010 107.1: een stuk dentarium; MTM V 2010 108.1: een stuk dentarium; MTM V 2010 109.1: een stuk dentarium; MTM V 2010.112.1: een stuk dentarium; MTM V 2012.16.1: een stuk dentarium; MTM V 2000.01., MTM V 2000.32., MTM V 2000.33., MTM V 2003.10., MTM V 01.161., MTM V 2003.14 - MTM V.2003.16, MTM V 01.64., 2012.17.1, 2012.18.1: een partij van vijftien maxillaire en drieëntwintig dentaire tanden, MTM 2012.19.1: een halswervel; MTM 2010.118.1.: een ruggenwervel; MTM 2012.20.1: een staartwervel; MTM V 2012.21.1: een staartwervel; MTM V 2010.121.1.: een heiligbeen; MTM V 01.53.: een ravenbeksbeen; MTM V 2010.122.1.: een ravenbeksbeen; MTM V 2010.123.1.L: een ravenbeksbeen; MTM 2012.22.1: een stuk schouderblad; MTM 2012.23.1: een stuk opperarmbeen; MTM V 2010.128.1.: een opperarmbeen; MTM V 2012.24.1: een ellepijp; MTM V 01.225.: een dijbeen; MTM V 2010.126.1.: een dijbeen; MTM V 2012.25.1: een stuk dijbeen; MTM V 2010.127.1.: een scheenbeen; MTM V 01.101.: een stuk scheenbeen; MTM V 2012.26.1: een stuk scheenbeen; MTM 2012.27.1: een (vermoedelijk teen)kootje; en MTM 2012.28.1: een (vermoedelijk teen)kootje.

## Beschrijving

### Grootte en onderscheidende kenmerken

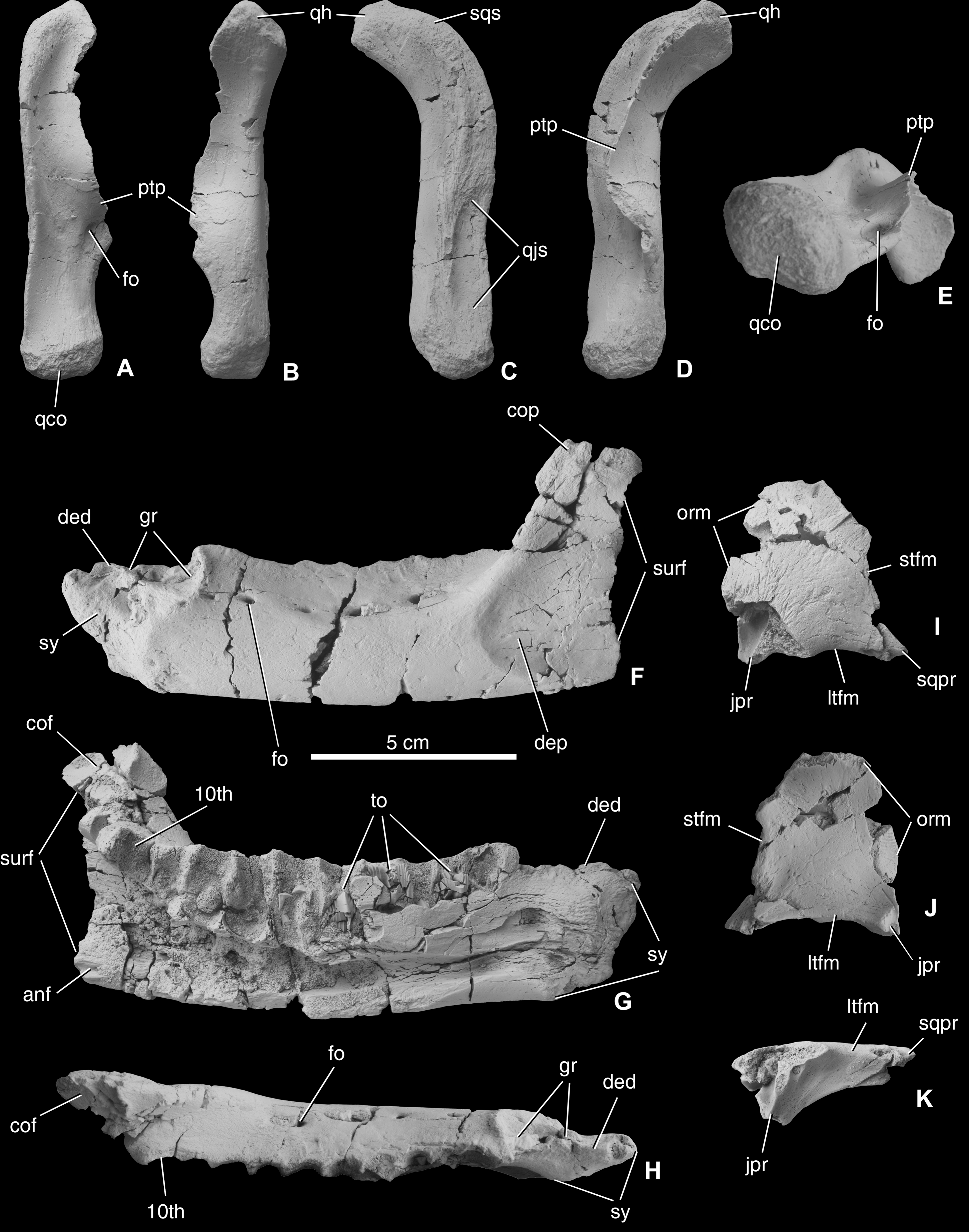
Onderkaken en quadrata van M. vorosi

Mochlodon is een kleine, wellicht tweevoetige, planteneter. De volwassen lengte is moeilijk te bepalen maar lag wellicht rond de drie meter. De beschrijving van 2012 schatte de lengte op anderhalf à twee meter. De meeste bekende exemplaren van Mochlodon suessii werden in 2012 geacht onvolgroeide dieren te zijn, met een lengte van tachtig tot honderdzestig centimeter. Van Mochlodon vorosi zouden drie volwassen exemplaren bekend zijn die naar schatting honderdtwintig, honderdzestig en honderdtachtig centimeter lang waren. Vreemd genoeg zouden ook jonge dieren bekend zijn met een lengte van honderdveertig en honderdzestig centimeter, die dus groter waren dan sommige volwassen individuen.
Een herbeschrijving van het materiaal uit 2005 kon geen unieke afgeleide eigenschappen, autapomorfieën, vaststellen. In 2012 echter stelde Ösi een diagnose op van het geslacht als zodanig. Hij stelde drie autapomorfieën vast. De bovenrand van de symfyse van de onderkaken toont een diepe lengtegroeve die naar achteren verbreedt. De bovenrand van de symfyse loopt of perfect evenwijdig aan de lengteas van het dentarium (M. vorosi) of iets schuin naar voren en beneden (M. suessii). Op de achterste zijwand van het dentarium van de onderkaak bevindt zich direct onder de processus coronoides een uitholling met een diepte van één tot drie millimeter, die bij grotere individuen relatief dieper is. Daarnaast is er een op zich niet uniek kenmerk dat wel verder nooit samen met de voornoemde autapomorfieën voorkomt: de symfyse is per helft maar iets naar binnen gebogen.
M. vorosi verschilt in sommige kenmerken van M. suessii. De uitholling onder de processus coronoides is opvallend dieper en wordt naar achteren ondieper maar hoger. De voorste punt van het dentarium steekt recht naar voren in plaats van schuin naar beneden, zodanig dat de bovenrand van de symfyse horizontaal loopt, dicht onder de tandrij. Dit kenmerk is niet gerelateerd aan de grootte van het individu en dus geen gevolg van rijping. De groeve op de bovenrand van de symfyse wordt van achteren begrensd door een aan de bovenkant afgeronde verticale richel die de eerste tand dan de symfyse scheidt.
Daarnaast verschilt althans M. vorosi van de verwanten Rhabdodon en Zalmoxes door een quadratum aan de achterzijde van de schedel dat sterk naar achteren helt, onder een hoek van 60° met het verticale vlak tegenover 45° bij Zalmoxes robustus, 20° bij Zalmoxes shqiperorum en 25° bij Rhabdodon sp. (specimen MC 397).

### Skelet
Het skelet van Mochlodon komt in veel details met Zalmoxes overeen, maar er zijn ook verschillen. Het quadratum lijkt meer op dat van Rhabdodon in de lichte bouw. Het facet voor het contact met het quadratojugale is recht en steekt ver naar voren uit, anders dan bij Zalmoxes en Rhabdodon. De onderzijde van het quadratum is relatief dun met maar twee kleine condylen, gewrichtsknobbels, waarvan de buitenste niet groter is en die niet door een duidelijke groeve gescheiden zijn. Er loopt geen verticale richel boven de binnenste knobbel. De tak van het postorbitale boven de oogkas is recht en scherp in plaats van gezwollen en ruw. De maxillaire tanden hebben acht tot dertien evenwijdige richels aan de buitenkant.
In de onderkaak is het dentarium relatief langgerekt, net als bij Rhabdodon; de symfyse is daarentegen opvallend hoger. De afwijkende groeve in de symfyserand bevat openingen voor aderkanalen. Het beenplateau onder de tandrij is tamelijk smal. De afwijkende uitholling op de zijkant begint ter hoogte van de achtste tand. Het oppervlak ervan toont vele horizontale groeven. De functie van deze depressie is onduidelijk: Ösi opperde dat het een extra aanhechtingsvlak was voor de sluitspieren. De dentaire tanden hebben, zoals bij alle rhabdodontiden, een verticale hoofdrichel aan de binnenkant. Aan weerszijden daarvan lopen, per uitholling, vijf tot zeven secundaire richels.

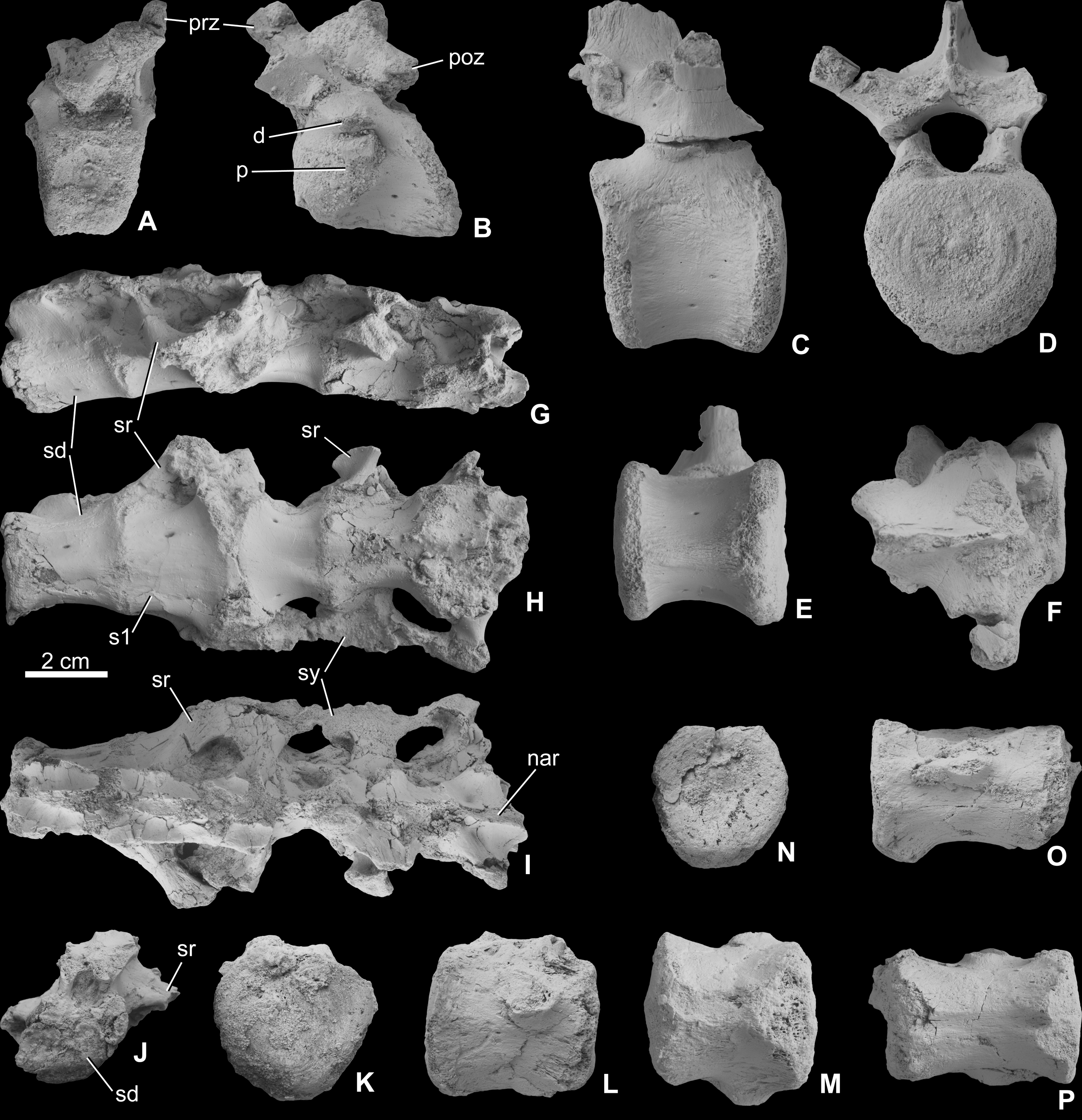
Wervels van Mochlodon met links een heiligbeen

Zoals bij alle euornithopoden is de nek gekromd en de ruggengraat gewelfd. Het heiligbeen telt minstens vijf wervels waarvan de eerste een sacrodorsale is. Anders dan bij Zalmoxes of Rhabdodon is de laatste "echte" ruggenwervel niet met het heiligbeen vergroeid.
Het schouderblad is smal, zoals bij Zalmoxes maar sterk afwijkend van Rhabdodon. Een verschil met Zalmoxes is dat het ronde foramen coracoideum het ravenbeksbeen op een lagere positie doorboort.
Bij het opperarmbeen buigt het bovenste derde deel sterk naar binnen, met 35° tot 37° een hoek makend die gemiddeld schuiner is dan bij Zalmoxes robustus en veel schuiner dan bij Zalmoxes shqiperorum of Rhabdodon waar de hoek soms zo gering is als 8°. Het is de grootste buiging die van basale Euornithopoda bekend is maar omdat sommige exemplaren van Z. robustus ook 35° halen werd het in de beschrijving van 2012 niet formeel als een autapomorfie aangeduid. Zoals bij alle rhabdodontiden is de wringing rond de lengetas beperkt. De locatie van de ronde opperarmbeenkop lijkt op die van Zalmoxes shqiperorum in de relatief hoge positie. De ellepijp is wat slanker en langwerpiger dan dei van Z. robustus.
Bij het dijbeen is de binnenkant relatief weinig gebogen. Bij één gevonden dijbeen is de vierde trochanter afhangend, een morfologie die van Z. robustus onbekend is. Bij M. vorosi is het scheenbeen opvallend lichtgebouwd en recht. De uiteinden van het scheenbeen zijn weinig verbreed maar wel is er bovenaan een enorme crista cnemialis. De buitenkant van het enkelvlak steekt bij grote exemplaren meer naar beneden uit maar niet in de mate die van Zalmoxes bekend is. De brede teenkootjes hebben bovenaan geen lippen, net als bij Zalmoxes.

## Fylogenie
Oorspronkelijk door Seeley slechts algemeen aan de Dinosauria toegewezen, heeft Mochlodon een groot aantal posities gekend: de Kalodontidae (Nopcsa in 1902); de Camptosauridae (Friedrich von Huene in 1909); de Hypsilophodontidae (David Norman in 1984); de Dryosauridae (Norman in 1984) en de Iguanodontidae (Thomas Rich in 1985). In 2003 wees David Weishampel de soort aan de Rhabdodontidae toe en dat is nog steeds de gebruikelijke indeling.
Het volgende kladogram toont een mogelijke positie van Mochlodon in de evolutionaire stamboom.
|  | Dryomorpha    |
|  |               |
|  | Tenontosaurus |
|  |               |

|  | Rhabdodon                                              |
|  |                                                        |
|  | \| \| Mochlodon \| \| \| \| \| \| Zalmoxes \| \| \| \| |
|  |                                                        |
|  | Mochlodon                                              |
|  |                                                        |
|  | Zalmoxes                                               |
|  |                                                        |

|  | Mochlodon |
|  |           |
|  | Zalmoxes  |
|  |           |

|  | Dryomorpha    |
|  |               |
|  | Tenontosaurus |
|  |               |

|  | Rhabdodon                                              |
|  |                                                        |
|  | \| \| Mochlodon \| \| \| \| \| \| Zalmoxes \| \| \| \| |
|  |                                                        |
|  | Mochlodon                                              |
|  |                                                        |
|  | Zalmoxes                                               |
|  |                                                        |

|  | Mochlodon |
|  |           |
|  | Zalmoxes  |
|  |           |

|  | Dryomorpha    |
|  |               |
|  | Tenontosaurus |
|  |               |

|  | Rhabdodon                                              |
|  |                                                        |
|  | \| \| Mochlodon \| \| \| \| \| \| Zalmoxes \| \| \| \| |
|  |                                                        |
|  | Mochlodon                                              |
|  |                                                        |
|  | Zalmoxes                                               |
|  |                                                        |

|  | Mochlodon |
|  |           |
|  | Zalmoxes  |
|  |           |

|  | Dryomorpha    |
|  |               |
|  | Tenontosaurus |
|  |               |

|  | Rhabdodon                                              |
|  |                                                        |
|  | \| \| Mochlodon \| \| \| \| \| \| Zalmoxes \| \| \| \| |
|  |                                                        |
|  | Mochlodon                                              |
|  |                                                        |
|  | Zalmoxes                                               |
|  |                                                        |

|  | Mochlodon |
|  |           |
|  | Zalmoxes  |
|  |           |

|  | Dryomorpha    |
|  |               |
|  | Tenontosaurus |
|  |               |

|  | Rhabdodon                                              |
|  |                                                        |
|  | \| \| Mochlodon \| \| \| \| \| \| Zalmoxes \| \| \| \| |
|  |                                                        |
|  | Mochlodon                                              |
|  |                                                        |
|  | Zalmoxes                                               |
|  |                                                        |

|  | Mochlodon |
|  |           |
|  | Zalmoxes  |
|  |           |

|  | Dryomorpha    |
|  |               |
|  | Tenontosaurus |
|  |               |

|  | Rhabdodon                                              |
|  |                                                        |
|  | \| \| Mochlodon \| \| \| \| \| \| Zalmoxes \| \| \| \| |
|  |                                                        |
|  | Mochlodon                                              |
|  |                                                        |
|  | Zalmoxes                                               |
|  |                                                        |

|  | Mochlodon |
|  |           |
|  | Zalmoxes  |
|  |           |

|  | Dryomorpha    |
|  |               |
|  | Tenontosaurus |
|  |               |

|  | Rhabdodon                                              |
|  |                                                        |
|  | \| \| Mochlodon \| \| \| \| \| \| Zalmoxes \| \| \| \| |
|  |                                                        |
|  | Mochlodon                                              |
|  |                                                        |
|  | Zalmoxes                                               |
|  |                                                        |

|  | Mochlodon |
|  |           |
|  | Zalmoxes  |
|  |           |

|  | Dryomorpha    |
|  |               |
|  | Tenontosaurus |
|  |               |

|  | Rhabdodon                                              |
|  |                                                        |
|  | \| \| Mochlodon \| \| \| \| \| \| Zalmoxes \| \| \| \| |
|  |                                                        |
|  | Mochlodon                                              |
|  |                                                        |
|  | Zalmoxes                                               |
|  |                                                        |

|  | Mochlodon |
|  |           |
|  | Zalmoxes  |
|  |           |

|  | Dryomorpha    |
|  |               |
|  | Tenontosaurus |
|  |               |

|  | Rhabdodon                                              |
|  |                                                        |
|  | \| \| Mochlodon \| \| \| \| \| \| Zalmoxes \| \| \| \| |
|  |                                                        |
|  | Mochlodon                                              |
|  |                                                        |
|  | Zalmoxes                                               |
|  |                                                        |

|  | Mochlodon |
|  |           |
|  | Zalmoxes  |
|  |           |

|  | Dryomorpha    |
|  |               |
|  | Tenontosaurus |
|  |               |

|  | Rhabdodon                                              |
|  |                                                        |
|  | \| \| Mochlodon \| \| \| \| \| \| Zalmoxes \| \| \| \| |
|  |                                                        |
|  | Mochlodon                                              |
|  |                                                        |
|  | Zalmoxes                                               |
|  |                                                        |

|  | Mochlodon |
|  |           |
|  | Zalmoxes  |
|  |           |

|  | Dryomorpha    |
|  |               |
|  | Tenontosaurus |
|  |               |

|  | Rhabdodon                                              |
|  |                                                        |
|  | \| \| Mochlodon \| \| \| \| \| \| Zalmoxes \| \| \| \| |
|  |                                                        |
|  | Mochlodon                                              |
|  |                                                        |
|  | Zalmoxes                                               |
|  |                                                        |

|  | Mochlodon |
|  |           |
|  | Zalmoxes  |
|  |           |

|  | Dryomorpha    |
|  |               |
|  | Tenontosaurus |
|  |               |

|  | Rhabdodon                                              |
|  |                                                        |
|  | \| \| Mochlodon \| \| \| \| \| \| Zalmoxes \| \| \| \| |
|  |                                                        |
|  | Mochlodon                                              |
|  |                                                        |
|  | Zalmoxes                                               |
|  |                                                        |

|  | Mochlodon |
|  |           |
|  | Zalmoxes  |
|  |           |

|  | Dryomorpha    |
|  |               |
|  | Tenontosaurus |
|  |               |

|  | Rhabdodon                                              |
|  |                                                        |
|  | \| \| Mochlodon \| \| \| \| \| \| Zalmoxes \| \| \| \| |
|  |                                                        |
|  | Mochlodon                                              |
|  |                                                        |
|  | Zalmoxes                                               |
|  |                                                        |

|  | Mochlodon |
|  |           |
|  | Zalmoxes  |
|  |           |

|  | Dryomorpha    |
|  |               |
|  | Tenontosaurus |
|  |               |

|  | Rhabdodon                                              |
|  |                                                        |
|  | \| \| Mochlodon \| \| \| \| \| \| Zalmoxes \| \| \| \| |
|  |                                                        |
|  | Mochlodon                                              |
|  |                                                        |
|  | Zalmoxes                                               |
|  |                                                        |

|  | Mochlodon |
|  |           |
|  | Zalmoxes  |
|  |           |

|  | Dryomorpha    |
|  |               |
|  | Tenontosaurus |
|  |               |

|  | Rhabdodon                                              |
|  |                                                        |
|  | \| \| Mochlodon \| \| \| \| \| \| Zalmoxes \| \| \| \| |
|  |                                                        |
|  | Mochlodon                                              |
|  |                                                        |
|  | Zalmoxes                                               |
|  |                                                        |

|  | Mochlodon |
|  |           |
|  | Zalmoxes  |
|  |           |

|  | Dryomorpha    |
|  |               |
|  | Tenontosaurus |
|  |               |

|  | Rhabdodon                                              |
|  |                                                        |
|  | \| \| Mochlodon \| \| \| \| \| \| Zalmoxes \| \| \| \| |
|  |                                                        |
|  | Mochlodon                                              |
|  |                                                        |
|  | Zalmoxes                                               |
|  |                                                        |

|  | Mochlodon |
|  |           |
|  | Zalmoxes  |
|  |           |

## Levenswijze
In 2012 werd berekend dat Mochlodon relatief klein was ten opzichte van de gemeenschappelijke voorouder van de Rhabdodontidae en dat er dus sprake zou kunnen zijn geweest van dwergvorming als aanpassing aan een beperkte productiviteit van een eiland. Dat zou echter niet opgaan voor Zalmoxes hoewel dat eerder wel was geopperd door Michael Benton.